# Михаил Григоров
Михаил (Миле) Григоров е български просветен деец и революционер, деец на Вътрешната македоно-одринска революционна организация.

## Биография
Роден е в разложкото село Годлево, което тогава е в Османската империя. Учителства в Добърско между 1890 и 1898 година. Присъединява се към ВМОРО и през 1902 година е ръководител на годлевския комитет. Между 1906 и 1908 година е член на разложкия околийски комитет.